# Odense Banegård
Odense Banegård, eller Odense Station, er den primære station i Odense beliggende på Østre Stationsvej. Fra 15. september 1995 kaldes stationen også Odense Banegård Center (OBC), idet byens gamle banegård dette år blev erstattet af et center på 36.000 m².
Cirka 25.000 personer færdes dagligt på banegården, der betjenes af EuroNight-tog til Stockholm og Hamborg, InterCity- og InterCityLyn-tog til mod Aarhus, Aalborg, Struer, Esbjerg, Sønderborg og Hamborg, Tyskland samt regionaltog til Ringe, Svendborg og Fredericia. Banegården er desuden et knudepunkt for regionalbusserne på Fyn og bybusserne i øvrigt. På Østre Stationsvej foran banegården er der desuden en station på Odense Letbane. På den modsatte side af banegården ligger Danmarks Jernbanemuseum.

## Opbygning
Odense Banegård Center er opført som en trefløjet bygning. Mod syd langs med Østre Stationsvej ligger der en lang bygning, der blandt andet rummer Borgernes Hus og en 7-Eleven. Der er rulletrapper og elevatorer op til centret, der ligger på tværs over bybusterminalen og jernbanesporene. Centret rummer blandt andet Nordisk Film Biografer, Det Grønne Køkken, et apotek og Espresso House og et DSB-billetsalg og DSB 1' lounge. Den tredje fløj mod nord ved Dannebrogsgade er et parkeringshus, hvor det regionale busselskab FynBus har kundeservicecenter. Derudover er der en rutebilterminal på denne side af sporene. Centret ejes af ATP Ejendomme, DSB og Odense Kommune.
Banegården som sådan har seks spor (nummereret 3 til 8). Spor 1 til 2 er efter ombygningen i 1995 uden perron. Spor 7 og 8 anvendes primært for regionaltog mod Ringe og Svendborg. Mod vest findes opstillingsspor og et område for specialkøretøjer. Mod nord findes Danmarks Jernbanemuseum.

## Tidligere stationer
Den første, ydmyge jernbanestation i Odense åbnede i september 1865 og var tegnet af N.P.C. Holsøe. Forud for åbningen var gået en større lokal strid om, hvor man skulle placere banegården, og Odenses borgerskab med bankdirektør Lorenz Bierfreund og grosserer Wilhelm Petersen i spidsen gik af med sejren.
Banegården kom til at ligge nord for Kongens Have, som dengang var ejet af staten. Adgangen til banegården foregik dels fra Nørregade og dels fra det sted, hvor Kongensgade gik over i Rugårdsvej – med andre ord ad Østre og Vestre Stationsvej. Således undgik man magistratens ønske om at få banegården placeret længere mod øst, i Kræmmermarken (ved den nuværende Østergade). Placeringen nord for Kongens Have var nærmere ved byens centrum, men blev først tidssvarende, da kommunen i 1890'erne åbnede en forbindelsesvej til centrum med navnet Jernbanegade.
I 1880'erne var banegården blevet for lille til den øgede trafikmængde, og en udvidelse fulgte derfor i 1885. Fyens Stiftstidende kunne oplyse, at tegningerne til udvidelsen var udarbejdet på overbaneingeniøren, oberst William August Thulstrups kontor efter dennes "anvisning og smag" og med assistance af arkitekt, kaptajn Thomas Arboe. Også denne banegård blev med tiden for lille og blev erstattet af en ny i 1914. Banegården fra 1865 blev endeligt revet ned i 1957 efter at den var blevet beskadiget af en brand på godsbanen.
Ombygningen skabte en af de mest særprægede banegårde i landet. De tilføjede bygningsdele var ganske vist tilpasset Holsøes bygning, men bygningens nye dominerende elementer, de karakteristiske tårne og spir, var i deres efterligning af maurisk eller byzantinsk stil nærmest minaret-agtige. Fyens Stiftstidende var begejstret over det arkitektoniske udtryk i den renoverede bygning, betegnede arkitekturen som livlig og med en "storartet og imponerende facade".
Den blev 1913-14 erstattet af en ny banegård, placeret ca. 200 meter øst for sin forgænger. Den er tegnet i nybarok stil af Heinrich Wenck. I dag er der kontorer i banegårdsbygningen fra 1914. I sommeren 2013 genåbnede Odense Musikbibliotek i den gamle afgangshal, men det er nu blevet inkorporeret i Odense Centralbibliotek.
Den 15. september 1995 åbnede det nuværende banegårdscenter næsten ved siden af sin forgænger.

## Odense Letbane
På Østre Stationsvej udfor den sydlige side af stationen ligger der en letbanestation som en del af Odense Letbane. Letbanestationen består af to spor med hver sin sideliggende perron. Området er desuden fredeliggjort, idet biltrafikken ledes ad Adamsgade gennem den hidtidige bybusterminal. Busser i østlig retning kører også ad Adamsgade, mens dem mod vest kører ad Østre Stationsvej ved siden af letbanen. Spor- og vejarealet på Østre Stationsvej er endvidere forsynet med en ny flisebelægning for at give området en særlig identitet. Letbanestationen åbnede sammen med letbanen 28. maj 2022.

## Nedlagte baner
- Nordfyenske Jernbane (Odense-Bogense, 30. juni 1882 – 1. april 1966)
- Odense-Kerteminde-(Dalby)-Martofte Jernbane (5. april 1900/26. februar 1914 – 31. marts 1966)
- Odense-Nørre Broby-Faaborg Jernbane (3. oktober 1906 – 22. maj 1954)
- Nordvestfyenske Jernbane (Odense-Brenderup-Middelfart, 5. december 1911 – 31. marts 1966)

## Galleri
- Jernbaneterrænet set mod sydvest.
- Jernbanesporene set mod vest.
- Jernbanesporene set mod øst.
- Perronerne set mod vest, med fodgænger- og cykelstibroen Byens Bro for enden.
- Perronerne set mod øst fra Byens Bro.
- Den første jernbanestation i Odense fra 1865 efter ombygningen i 1885.
- Odenses banegårdsbygning fra 1914 til 1996, set fra Kongens Have.
- Odenses banegårdsbygning fra 1914 til 1996, set fra taget af den nye banegårdsbygning.
- Odense Banegård set fra bagsiden mod Dannebrogsgade.